# Lituania en los Juegos Olímpicos de Salt Lake City 2002
Lituania estuvo representada en los Juegos Olímpicos de Salt Lake City 2002 por un total de 8 deportistas que compitieron en 3 deportes.  
El portador de la bandera en la ceremonia de apertura fue el esquiador de fondo Ričardas Panavas. El equipo olímpico lituano no obtuvo ninguna medalla en estos Juegos.